# Université d'Utsunomiya
L'Université d'Utsunomiya (宇都宮大学, Utsunomiya daigaku, couramment abrégée en Udai, 宇大) est une université nationale japonaise, située à Utsunomiya dans la préfecture de Tochigi.

## Composantes
L'université est structurée en facultés de 1er cycle (学部, gakubu), qui ont la charge des étudiants de 1er cycle universitaire, et en facultés de cycles supérieurs (研究科, kenkyūka), qui ont la charge des étudiants de 2e et 3e cycle universitaire.

### Facultés de1ercycle
L'université compte 4 facultés de 1er cycle (学部, gakubu).
- Faculté d'agriculture
- Faculté d'éducation
- Faculté d'ingénierie
- Faculté d'études internationales

### Facultés de cycles supérieur

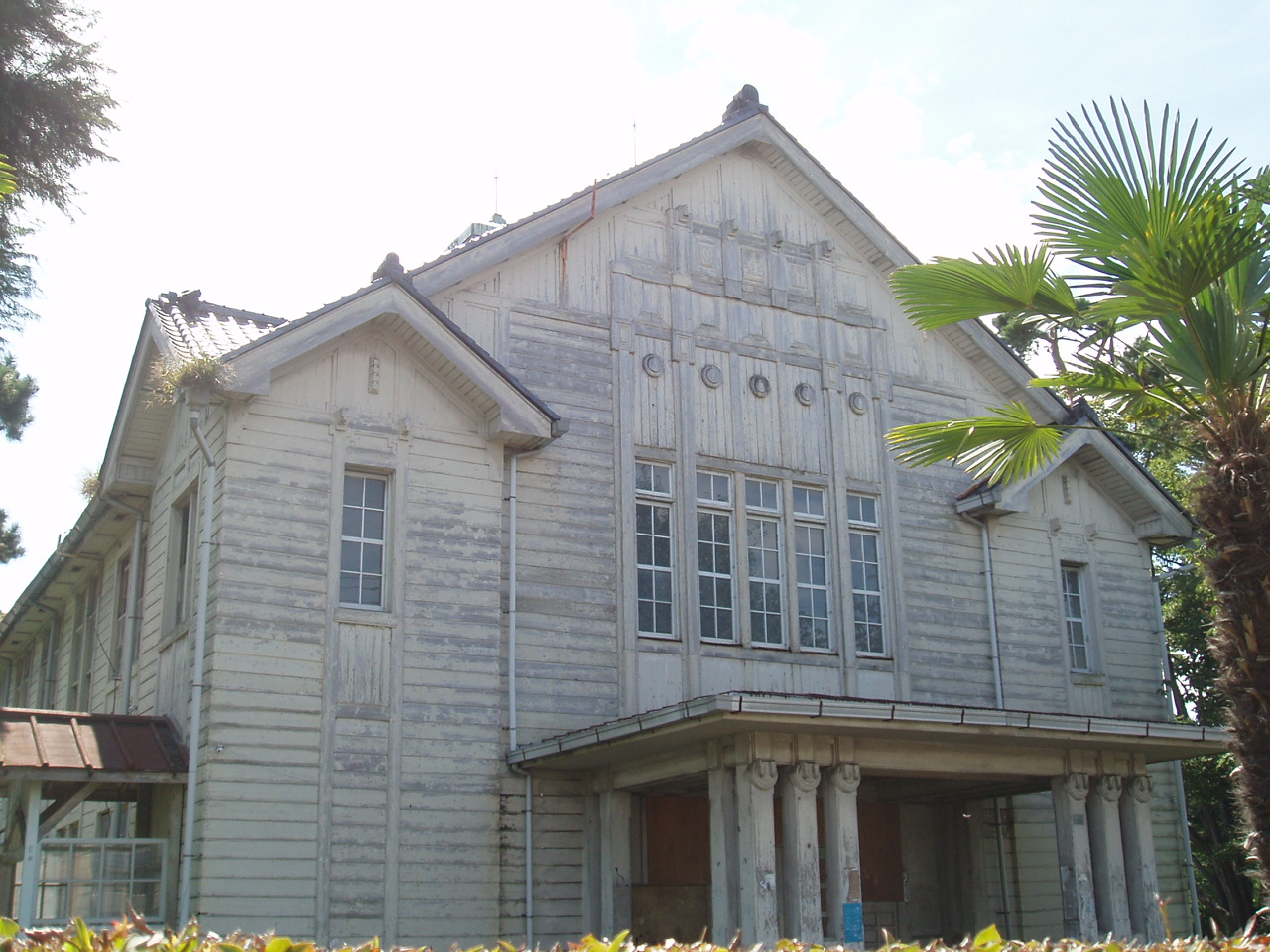
L'auditorium de l'ancienne école d'agriculture, fusionnée pour donner naissance à l'université actuelle

L'université compte 5 facultés de cycles supérieurs (研究科, kenkyūka).
- Faculté d'agriculture
- Faculté d'éducation
- Faculté d'ingénierie
- Faculté d'études internationales
- Faculté d'agriculture pour le 3e cycle en commun avec l'Université d'agriculture et de technologie de Tōkyō et l'Université d'Ibaraki.